# Бунів (річка)
Бунів, Гнійнище — річка в у Рокитнівській селищній громаді Сарненського району Рівненської області, права притока Льва (басейн Дніпра).

## Опис
Довжина річки 23 км, похил річки — 1,1 м/км. Формується з багатьох безіменних струмків та водойм. Площа басейну 136 км².
Праві притоки : Зерце та Масевичі.

## Історія
Колишня назва річки — Ракітна. Біля її витоків коло села Буда Ракітинська злилося дві річки: одна річка Камінь (ліва), друга річка Буня (права). Теперішня назва річки походить від річки Буня.

## Розташування
Бере початок на південно-східній стороні від села Дерть і тече через нього переважно на північний захід. На північній стороні від села Осницьк впадає в річку Льва, ліву притоку Ствиги.
Населені пункти вздовж берегової смуги: Рокитне.